# بلیگامووا
بلیگامووا (به لاتین: Beligamuwa) یک منطقهٔ مسکونی در سری‌لانکا است که در استان مرکزی (سری‌لانکا) واقع شده‌است.